# Friedrich Brunold

Brunolds Wohnhaus in Joachimsthal

Brunold-Denkmal

Friedrich Brunold, bürgerlich August Ferdinand Meyer, (* 19. November 1811 in Pyritz, Pommern; † 27. Februar 1894 in Joachimsthal) war ein märkischer Dichter.
Das Werk Brunolds, der auch „der Alte vom Werbellin“ genannt wurde, umfasst eine große Anzahl von Gedichten, Romanzen, Balladen sowie Novellen und Erzählungen. Er veröffentlichte Aufsätze zur Geschichte der Mark Brandenburg.
Nach ihm war die 1926 errichtete Jugendherberge Brunoldhaus in Altenhof (Schorfheide), am Ufer des Werbellinsees, benannt.

## Werk
- Liederkränze, für gesellige Zirkel gewunden. F. Hessenland, Stettin 1832.
- Das Land der Jugend. Novelle. Müller, Neustadt-Eberswalde 1842.
- Anemonen. Novellen und Erzählungen. Berlin 1845.
- Erstes und zweites Leben. Roman aus der brandenburgischen Geschichte. Berlin 1847.
- Gedichte. Quien, Berlin 1847.
- Michael Bellmann oder die Zeit des lustigen Schwedens. Büchting, Nordhausen 1862.
- Bei der Knallhütte. Historischer Roman. 2 Bände, Roeder, Wriezen 1862. (Digitalisat Band 1 und 2)
- Literarische Erinnerungen. Schauenburg, Leipzig 1875. 2 Bände. (Digitalisat Band 1), (Band 2)
- Die Askanier-Burg Werbellin. Ein Beitrag zur Geschichte der Mark. Albrecht, Leipzig 1880. (Digitalisat)
- Verwaist. Eine Lebensgeschichte. Albrecht, Leipzig 1880.
- Kaiser Friedrich III. von Deutschland. Ein Lebensbild für jung und alt. Enslin & Laiblin, Reutlingen 1889
- Als Herausgeber: Legendenbuch für Schule und Haus. Stein, Weißenfels 1854.